# Zitadelle
Zitadelle (Duits voor citadel) is een station van de metro van Berlijn, gelegen in het stadsdeel Haselhorst (district Spandau). Het station bevindt zich onder de straat Am Juliusturm, nabij de Citadel van Spandau, waaraan het zijn naam dankt, in een overwegend industrieel gebied. Station Zitadelle werd geopend op 1 oktober 1984 en is onderdeel van lijn U7.
Voor de verlenging van lijn 7 naar Spandau maakte men gebruik van een grote variatie aan tunnelbouwtechnieken. Station Zitadelle en de aansluitende tunnels ontstonden in de zogenaamde diepwandmethode met onderwaterbeton. Deze techniek heeft als voordeel dat het grondwaterpeil ook bij toepassing in zeer drassige grond niet aangepast hoeft te worden, hetgeen in deze omgeving belangrijk was om verzakking van de nabije Spandause citadel te voorkomen. Voor de kruising van de Havel, iets ten westen van station Zitadelle, gebruikte men de afzinkmethode.
Net als alle stations op het westelijke deel van de U7 werd Zitadelle ontworpen door Rainer Rümmler. Zoals vaak het geval is in Rümmlers werk verwijst de inrichting van het station naar zijn omgeving: de Citadel van Spandau. De met rode bakstenen beklede muren, de houten afwerking van het plafond, vierkante zuilen en de beschildering van de deuren van de dienstruimtes geven de perronhal de aanblik van een middeleeuwse zaal. De wanden worden bovendien gesierd door afbeeldingen die de geschiedenis van de tot 1920 zelfstandige stad Spandau illustreren.

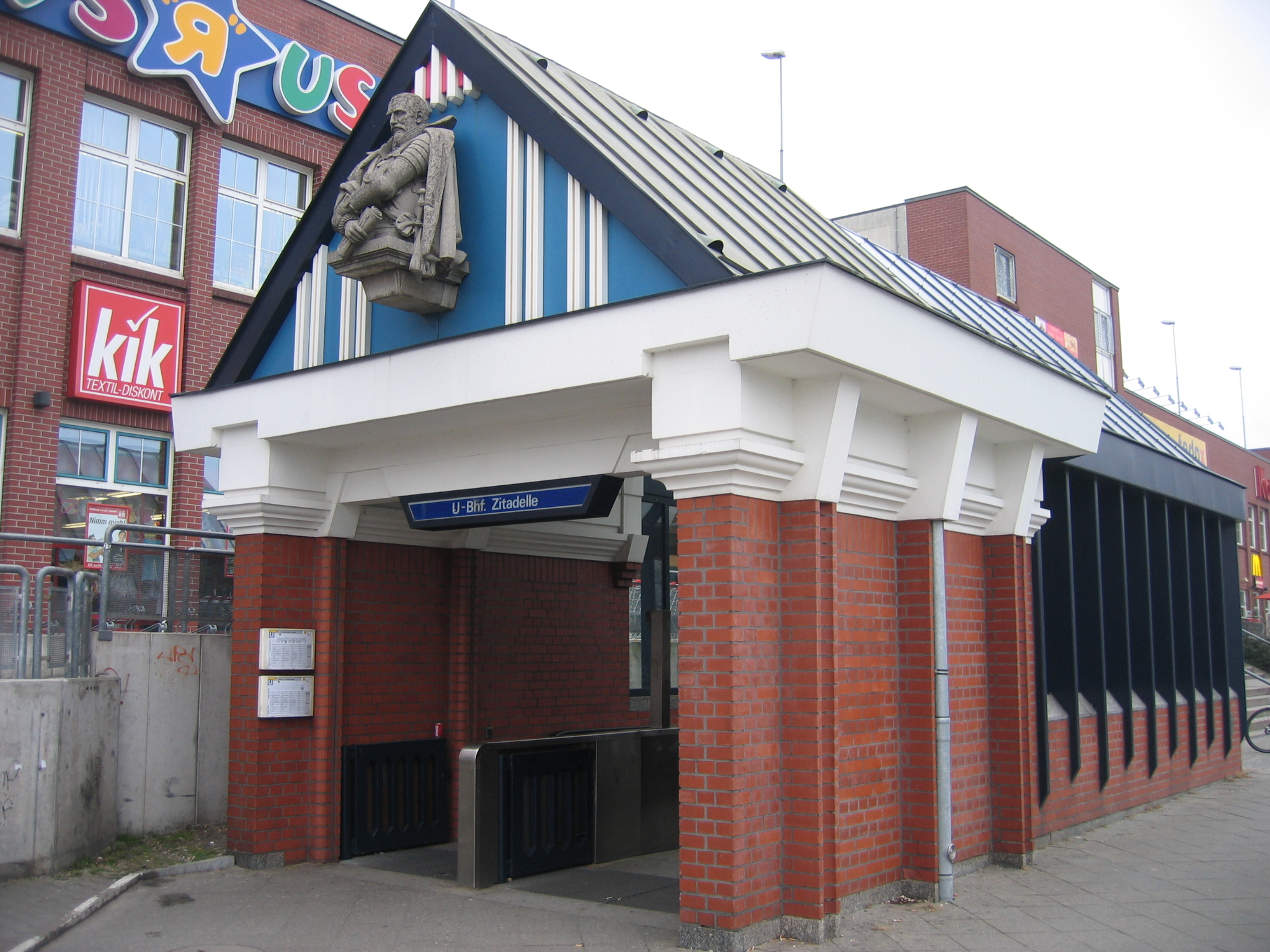
De toegang wordt bewaakt door Rochus zu Lynar

Terwijl de grote meerderheid van de Berlijnse metrostations met een eilandperron is uitgerust, beschikt station Zitadelle over twee zijperrons. In het midden van het station leiden trappen en roltrappen naar een tussenverdieping, die uitgangen heeft aan beide zijden van de straat Am Juliusturm. Ook aan de bovengrondse toegangen, ondergebracht in uit rode baksteen opgetrokken gebouwtjes met zadeldak, besteedde de architect bijzondere aandacht. Boven de ingangen prijkt een beeld van Rochus zu Lynar, de Italiaanse bouwmeester van de Spandause citadel die in 1596 in Spandau overleed.
Sinds een aantal jaren worden de Berlijnse metrostations een voor een toegankelijk gemaakt voor mindervaliden. Station Zitadelle zal volgens de prioriteitenlijst van de Berlijnse Senaat pas na 2010 van een lift voorzien worden.